# Artur Janosz
Artur Janosz (16 juni 1993) is een Pools autocoureur.

## Carrière
Janosz begon zijn autosportcarrière in het karting in 2008 en bleef hier tot 2012 actief. In 2013 stapte hij over naar het formuleracing, waarbij hij zijn Formule 3-debuut maakte in de Europese F3 Open voor het team Campos Racing. In de eerste vijf raceweekenden wist hij geen punten te scoren, maar op Spa-Francorchamps eindigde hij als zevende in de eerste race. In het daaropvolgende raceweekend op het Autodromo Nazionale Monza eindigde hij de races als negende en zesde, waardoor hij met 16 punten als dertiende eindigde in het kampioenschap.
In 2014 bleef Janosz in de Europese F3 Open rijden, dat inmiddels haar naam had veranderd naar de Euroformula Open, en stapte over naar het team RP Motorsport. Tijdens het eerste raceweekend op de Nürburgring behaalde hij zijn eerste podiumplaats met een tweede plek achter Sandy Stuvik, terwijl hij in het daaropvolgende raceweekend op het Autódromo Internacional do Algarve zijn eerste overwinning behaalde. Tijdens het raceweekend op de Hungaroring behaalde hij opnieuw een overwinning, en door een uitvalbeurt van Stuvik leidde hij kortstondig het kampioenschap. Uiteindelijk eindigde hij achter Stuvik als tweede in het kampioenschap met 243 punten.
In 2015 maakte Janosz zijn debuut in de GP3 Series voor het team Trident. Hij kende een redelijk debuutseizoen waarin een vijfde plaats op het Sochi Autodrom zijn beste resultaat was. Uiteindelijk werd hij veertiende in de eindstand met 20 punten. Dat jaar reed hij ook één raceweekend in het Europees Formule 3-kampioenschap voor het team EuroInternational op het Autodromo Nazionale Monza, waarin zijn beste resultaat een zestiende plaats was in de tweede race.
In 2016 bleef Janosz in de GP3 actief voor Trident. Hij kende een moeilijk tweede seizoen, waarin hij slechts tweemaal in de punten eindigde met een negende plaats op Silverstone en een achtste plaats op het Autodromo Nazionale Monza. Met drie punten werd hij twintigste in de eindstand. Daarnaast reed hij dat jaar tijdens het vierde raceweekend op het Circuit Paul Ricard ook in de Formule V8 3.5 voor het team RP Motorsport als vervanger van Johnny Cecotto jr., waarin hij de races als twaalfde en negende finishte.